# A la pell de Jacques Chirac
A la pell de Jacques Chirac (títol original: Dans la peau de Jacques Chirac)és una pel·lícula francesa dirigida per Michel Royer i Karl Zero, estrenada el 2006. Aquest fals documental, o "docu-menteur", escenifica la biografia vídeo de Jacques Chirac, llavors President de la República Francesa, en un to molt crític i satíric. Ha estat doblada al català.
El film aconsegueix el César al millor documental l'any 2007, en la 32a cerimònia dels César.

## Argument
A la pell de Jacques Chirac segueix la carrera del polític des de la seva entrada al govern Pompidou l'any 1967 a partir de l'arxiu audiovisual dels seus passatges televisats. Es tracta que el president de la República, la veu del qual és imitada per Didier Gustin, estableixi el balanç dels seus anys de poder a un any de les eleccions presidencial i legislatives de 2007.
Michel Royer i Karl Zero han seleccionat, entre milers d'hores d'arxiu, els moments-clau de la vida de polític de Jacques Chirac, les seves contradiccions, la seva capacitat de treure's de sobre els seus enemics polítics, i, finalment, la conquesta del poder.

Segons Karl Zero, el director, el film no arriba al seu objectiu primer, a saber enderrocar definitivament la reputació de Jacques Chirac. Diu haver començat a treballar al seu film 
| « | amb dues destrals a la mà | » |

, i no haver aconseguit més que mostrar 
| « | el que Jacques Chirac és realment | » |

, és a dir un francès ben caricaturesc, bonàs i que considera que les lleis són per als altres, però que té un bon fons ben simpàtic.

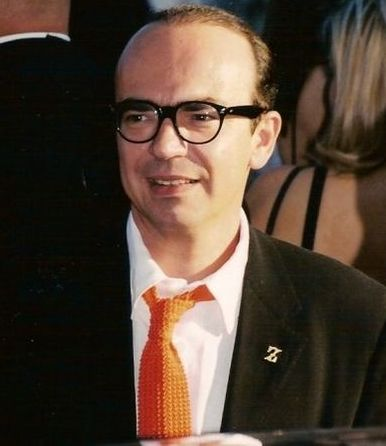
Karl Zero al festival de Cannes 2001.

## Repartiment
- Jacques Chirac: en el seu propi paper
- La veu de Jacques Chirac: Didier Gustin

## Al voltant de la pel·lícula
- Se sent sovint la cançó Jacques Chirac, maintenant.
- El 23 de maig de 2012 a 22 h 40 és difós pel Canal + una mena de continuació d' A la pell de Jacques Chirac titulada Chirac rebat la Campagne. Una vegada més, Karl Zero recorre a l'imitador Didier Gustin, que posa la veu a l'expresident de la República, aquesta vegada per comentar l'elecció presidencial de 2012.[3]
- Crítica: "Un treball tan esforçat com partidista, tan aparentment veritable com en el fons truculent (...) el problema és que aquest tipus de sàtires polítiques només convencen als ja convençuts" Javier Ocaña El País
- Premis: César al millor documental (2007)